# Kanton Honfleur
Kanton Honfleur (fr. Canton d'Honfleur) byl francouzský kanton v departementu Calvados v regionu Dolní Normandie. Skládal se ze 13 obcí, zrušen byl v roce 2015.

## Obce kantonu
- Ablon
- Barneville-la-Bertran
- Cricquebœuf
- Équemauville
- Fourneville
- Genneville
- Gonneville-sur-Honfleur
- Honfleur
- Pennedepie
- Quetteville
- La Rivière-Saint-Sauveur
- Saint-Gatien-des-Bois
- Le Theil-en-Auge